# Нарукавна стрічка «Африка»

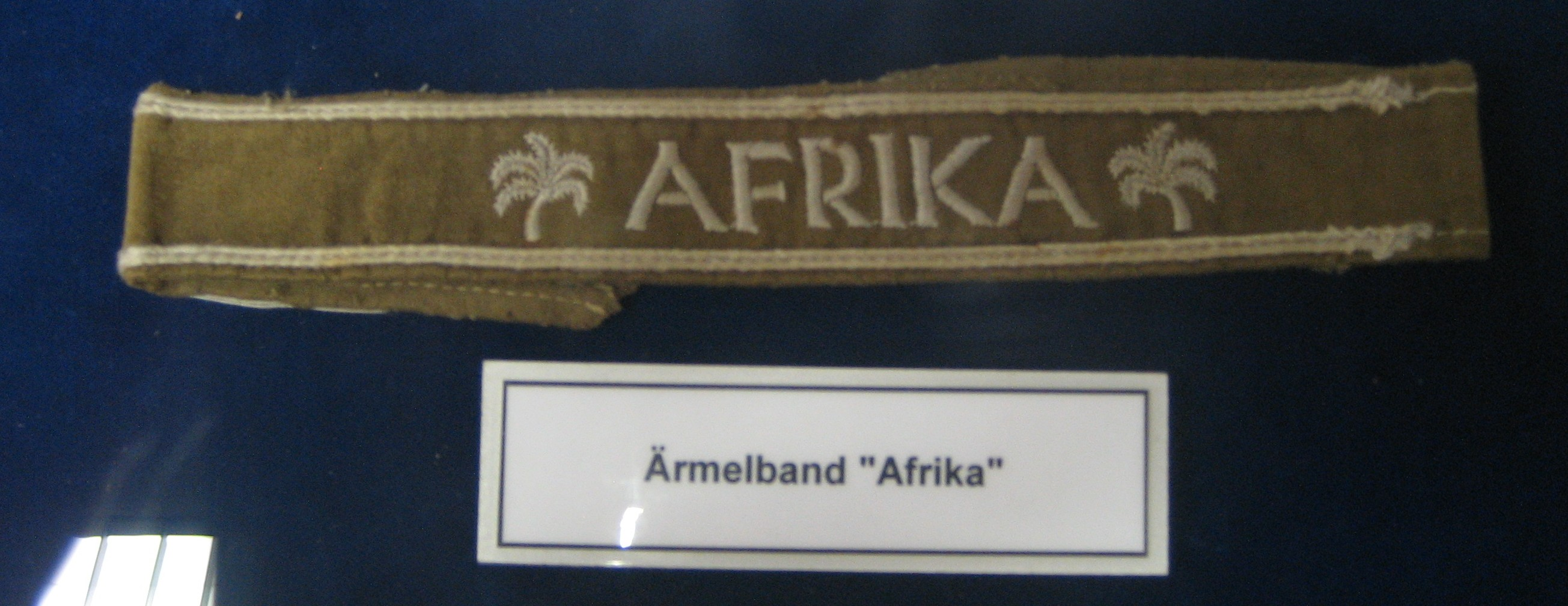
Нарукавна стрічка «Африка»

Нарукавна стрічка «Африка» (нім. Ärmelband Afrika) — військова нагорода Третього Рейху.

## Історія

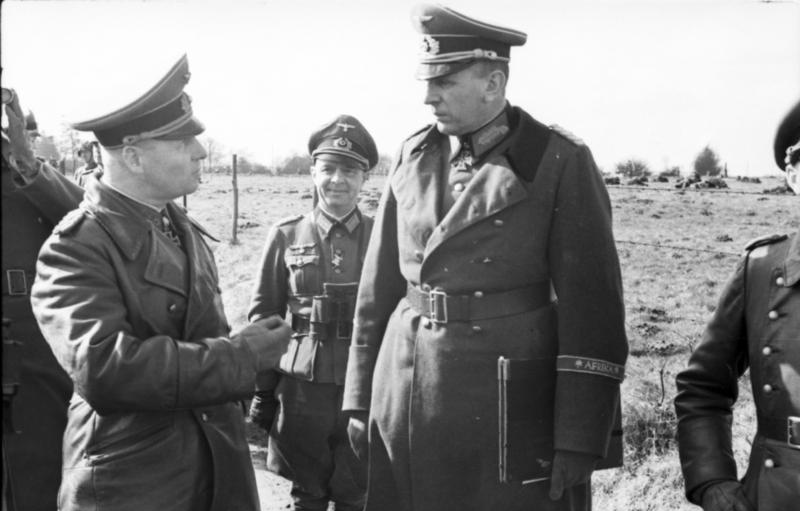
Генерал-лейтенант Ервін Менні зі стрічкою на лівому рукаві (Франція, березень 1944).

Нарукавна стрічка «Африка» була заснована в лютому 1943 року Адольфом Гітлером, щоб замінити нарукавні стрічки Люфтваффе і Крігсмаріне з текстом «AFRIKA», а також сухопутних військ з написом «AFRIKAKORPS». Після заснування вона змінила свій статус, і стала не просто свідченням приналежності до Африканського корпусу, але й нагородою за участь в кампанії.

## Опис

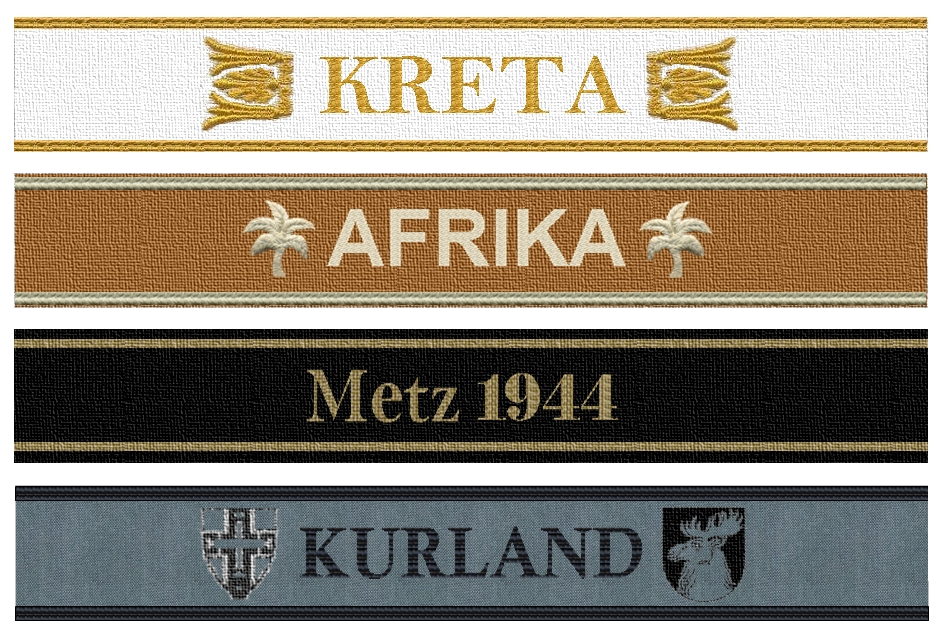
Нагородні нарукавні стрічки Вермахту

Стрічка була бежевого кольору зі срібною облямівкою по краях і вишитим сріблястою бавовняною ниткою посередині написом «AFRIKA». З обох країв напису — зображення пальм, вишитих нитками такого ж кольору. Ширина стрічки — 33 мм.

## Умови нагородження
Правом на стрічку «Африка» володіли військовослужбовці, які прослужили в Північній Африці 6 місяців або отримали поранення на цьому театрі бойових дій. В останні місяці кампанії були введені нові умови нагородження — не менше 4-х місяців.